# Here and There
Here and There (dt.: Hier und dort) ist das zweite Livealbum und das vierzehnte offizielle Album überhaupt des britischen Sängers und Komponisten Elton John.
Der Titel dieses Albums bezieht sich auf zwei unterschiedliche Konzerte in Europa und Nordamerika. Die Aufnahme von Here erfolgte in der Royal Festival Hall in London im Sommer 1974, There wurde im Herbst im Madison Square Garden in New York während der North American Tour 1974 aufgezeichnet.

## Hintergrund
Bevor John unter dem Namen seiner eigenen Produktionsfirma Rocket Record Company seine Musik veröffentlichen konnte, musste er die vertraglichen Verpflichtungen gegenüber seinem bisherigen Vertragspartner Dick James Music (DJM) erfüllen. Da John seit 1970 trotz der Vielzahl seiner Auftritte kein Livealbum mehr eingespielt hatte, bot es sich für ihn an, mit Here and There seine Zusammenarbeit mit DJM ohne ein weiteres Studioalbum abzuschließen.
Wegen einer gewonnenen Wette spielte im Konzert am Madison Square Garden John Lennon gemeinsam mit John. Lennon war zu diesem Zeitpunkt nur noch sehr selten bei Auftritten zu sehen. Bereits 1975 veröffentlichte John auf der B-Seite der Hitsingle Philadelphia Freedom aus dieser Aufnahme den Titel I Saw Her Standing There. Alle drei gemeinsam mit John Lennon vorgestellten Titel sind, neben der Neuveröffentlichung von Here and There als Doppel-CD 1995 und 1996, auf Johns Single-CD Made in England aus dem Jahre 1995 enthalten.
Den Text für die Albumhülle der Original-LP schrieb der Musikjournalist Paul Gambaccini. Diese Niederschrift war auch Bestandteil des Beilegheftchens der Neuveröffentlichung als CD 1995.

## Titelliste
Für alle Titel komponierte Elton John die Musik, die Texte schrieb Bernie Taupin, sofern kein anderer Hinweis gegeben wird.

### LP und CD
Seite 1 (LP)
1. Skyline Pigeon – 4:34
2. Border Song – 3:18
3. Honky Cat – 7:15
4. Love Song mit Lesley Duncan (Duncan) – 5:25
5. Crocodile Rock – 4:15

Seite 2 (LP)
1. Funeral for a Friend (John) / Love Lies Bleeding – 11:11
2. Rocket Man – 5:13
3. Bennie and the Jets – 6:09
4. Take Me to the Pilot – 5:48

### Bonustitel (1995 Mercury und 1996 Rocket Wiederveröffentlichung)
CD 1 Here
1. Skyline Pigeon – 4:34
2. Border Song – 3:18
3. Take Me to the Pilot – 4:33
4. Country Comfort – 6:44
5. Love Song mit Lesley Duncan (Duncan) – 5:25
6. Bad Side of the Moon – 7:54
7. Burn Down the Mission – 8:25
8. Honky Cat – 7:04
9. Crocodile Rock – 4:08
10. Candle in the Wind – 3:57
11. Your Song – 4:07
12. Saturday Night’s Alright for Fighting – 7:09

CD 2 There
1. Funeral for a Friend (John) / Love Lies Bleeding – 11:53
2. Rocket Man – 5:03
3. Take Me to the Pilot – 6:00
4. Bennie and the Jets – 6:09
5. Grey Seal – 5:27
6. Daniel – 4:06
7. You’re So Static – 4:32
8. Whatever Gets You Thru the Night mit John Lennon (Lennon) – 4:40
9. Lucy in the Sky with Diamonds mit John Lennon (Lennon, McCartney) – 6:15
10. I Saw Her Standing There mit John Lennon (Lennon, McCartney) – 4:40
11. Don’t Let the Sun Go Down on me – 5:57
12. Your Song – 3:58
13. The Bitch Is Back – 4:23

## Besetzung
- Elton John – Gesang, Klavier
- Ray Cooper – Tamburin (CD 1, Lieder 4, 6, 7, 8, 10, 12; CD 2, Lieder 1, 2, 4, 7, 9–13); Congas (CD 1 Lieder 2, 3, 6, 7, 8, 12; CD 2, Lieder 3, 5, 6, 8); Glocken (CD 1, Lied 6, CD 2, Lied 9); Vibes (CD 1, Lied 7; CD 2, Lied 2); Entenruf auf „Honky Cat“, Orgel auf „Crocodile Rock“
- Lesley Duncan – Gesang (nur auf CD 1, Lied 5 „Love Song“)
- Davey Johnstone – Gitarre (mit Ausnahme der Lieder 1, 2, 11 auf CD 1), Begleitgesang (mit Ausnahme auf CD 1, Lieder 1, 2, 5, 8, 9, 11; CD 2, Lieder 5–8, 9, 12, 13)
- John Lennon – Gitarre, Gesang (CD 2, Lieder 8–10)
- Dee Murray – Bassgitarre (mit Ausnahme CD 1, Lieder 1, 11), Begleitgesang (mit Ausnahme CD 1, Lieder 1, 2, 5, 8, 9, 11; CD 2, Lieder 5–8, 9, 12, 13)
- Nigel Olsson – Schlagzeug (mit Ausnahme CD 1, Lieder 1, 11), Begleitgesang (mit Ausnahme CD 1, Lieder 1, 2, 5, 8, 9, 11; CD 2, Lieder 5–8, 9, 12, 13)

## Produktion
- Gus Dudgeon – Produzent, Engineer, Liedzusammenstellung
- Phil Dunne – Toningenieur
- David Larkham – Art Direction, Design
- David Nutter – Fotografien
- John Tobler – Albumhüllentext

## Kommerzieller Erfolg

### Chartplatzierungen
| ChartsChartplatzierungen       | Höchstplatzierung | Wochen |
| ------------------------------ | ----------------- | ------ |
| Vereinigte Staaten (Billboard) | 4 (20 Wo.)        | 20     |
| Vereinigtes Königreich (OCC)   | 6 (9 Wo.)         | 9      |

### Auszeichnungen für Musikverkäufe
| Land/Region                  | Auszeichnungen für Musikverkäufe (Land/Region, Auszeichnung, Verkäufe) | Verkäufe  |
| ---------------------------- | ---------------------------------------------------------------------- | --------- |
| Vereinigte Staaten (RIAA)    | Platin                                                                 | 1.000.000 |
| Vereinigtes Königreich (BPI) | Silber                                                                 | 60.000    |
| Insgesamt                    | 1× Silber · 1× Platin ·                                                | 1.060.000 |

Hauptartikel: Elton John/Auszeichnungen für Musikverkäufe